# Paleis van Justitie (Soave)

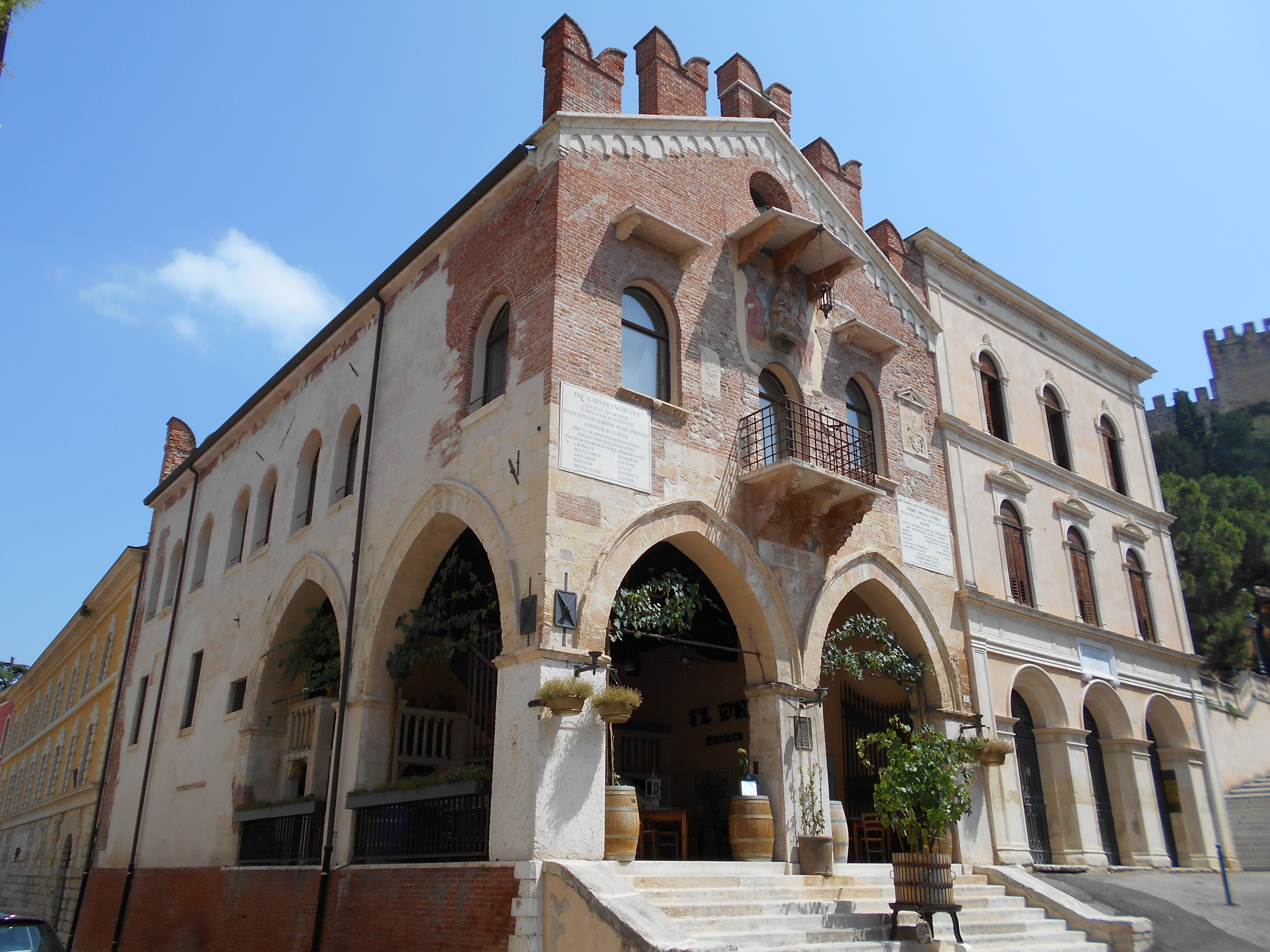
Palazzo di Giustizia in Soave, nabij Verona (Italië)

Het Paleis van Justitie in Soave, een Noord-Italiaanse gemeente in de regio Veneto, staat op het centrale plein Piazza dell’Antenna. Het dateert uit de middeleeuwen toen Soave bestuurd werd vanuit Verona door het Huis della Scala. Het was vanaf het begin een gerechtsgebouw. 
De naam in het Italiaans is Palazzo di Giustizia. De moderne naam is ook wel Palazzo della Pretura.

## Historiek
Het paleis werd op vier maanden tijd gebouwd in het jaar 1375, van april tot juli. Dit was mogelijk omdat 22 dorpen die afhingen van het baljuwschap Soave moesten helpen bouwen. Het plan om een rechtsgebouw op te richten kwam van de heerser in Verona, heer Cansignorio della Scala. Cansignorio had Pietro Montagna benoemd als zijn kapitein (of baljuw) van Soave. Het Paleis van Justitie is niet te verwarren met het paleis voor de kapitein zelf (Palazzo del Capitano) dat later het gemeentehuis werd. 
Het gebouw heeft op het gelijkvloers een portiek met vier ovale bogen. In de voorgevel is een balkon ingemetseld waarboven een Madonna met Kind aangebracht werd. Links en rechts van de Madonna zijn de twee beschermheiligen van Soave geschilderd: Laurentius van Rome en Johannes de Doper. De Madonna is van de 16e eeuw en de beide heiligenafbeeldingen van de 17e eeuw. In de gevel staan inscripties over de geschiedenis van Soave.
Tijdens restauratiewerken in 1982 werd het stenen wapenschild van Pietro Montagna bloot gelegd. Het wapenschild hangt in de zaal die uitgeeft op het balkon.